# 1931 في تشيلي
فيما يلي قوائم الأحداث التي وقعت خلال عام 1931 في تشيلي.

## سياسة

### انتهاء فترة المنصب
- 26 يوليو – كارلوس إيبانيز ديل كامبو رئيس تشيلي.

## مواليد

### يونيو
- 29 يونيو – خورخي إدواردز كاتب تشيلي.[1]

## وفيات

### مايو
- 15 مايو – اميليانو فيغيروا (مواليد 1866)